# 名鉄デキ600形電気機関車

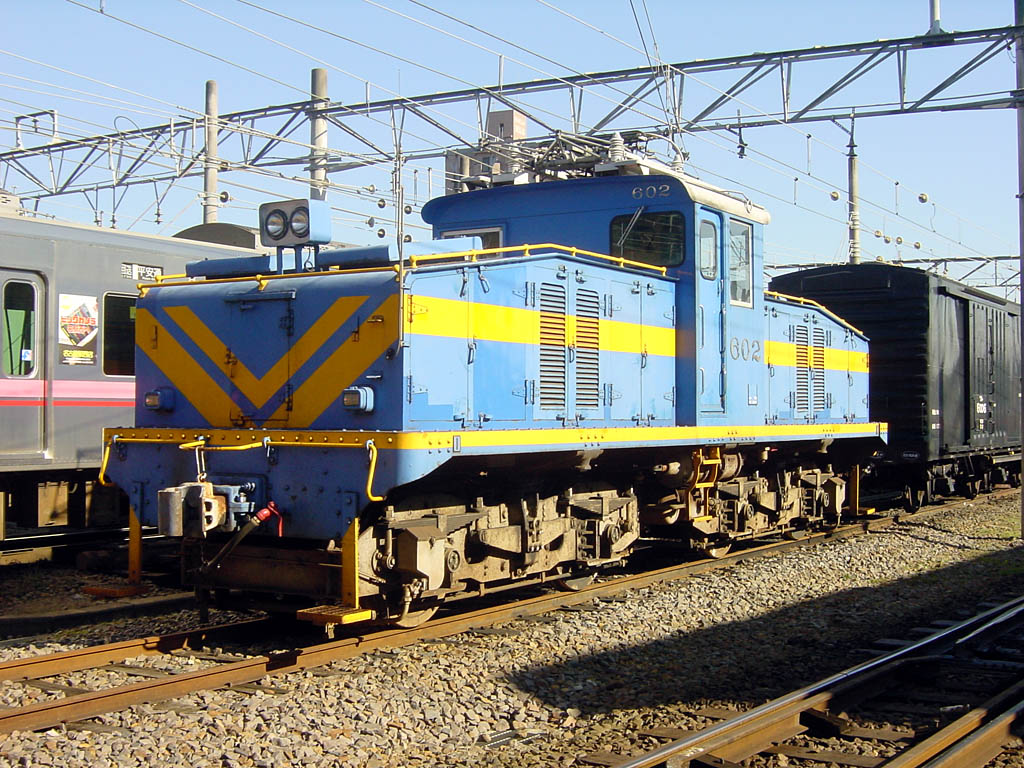
デキ602（2003年撮影）

名鉄デキ600形電気機関車（めいてつデキ600がたでんききかんしゃ）は、かつて名古屋鉄道が所有していた直流用電気機関車である。601 - 604の4両が在籍していた。

## 概要

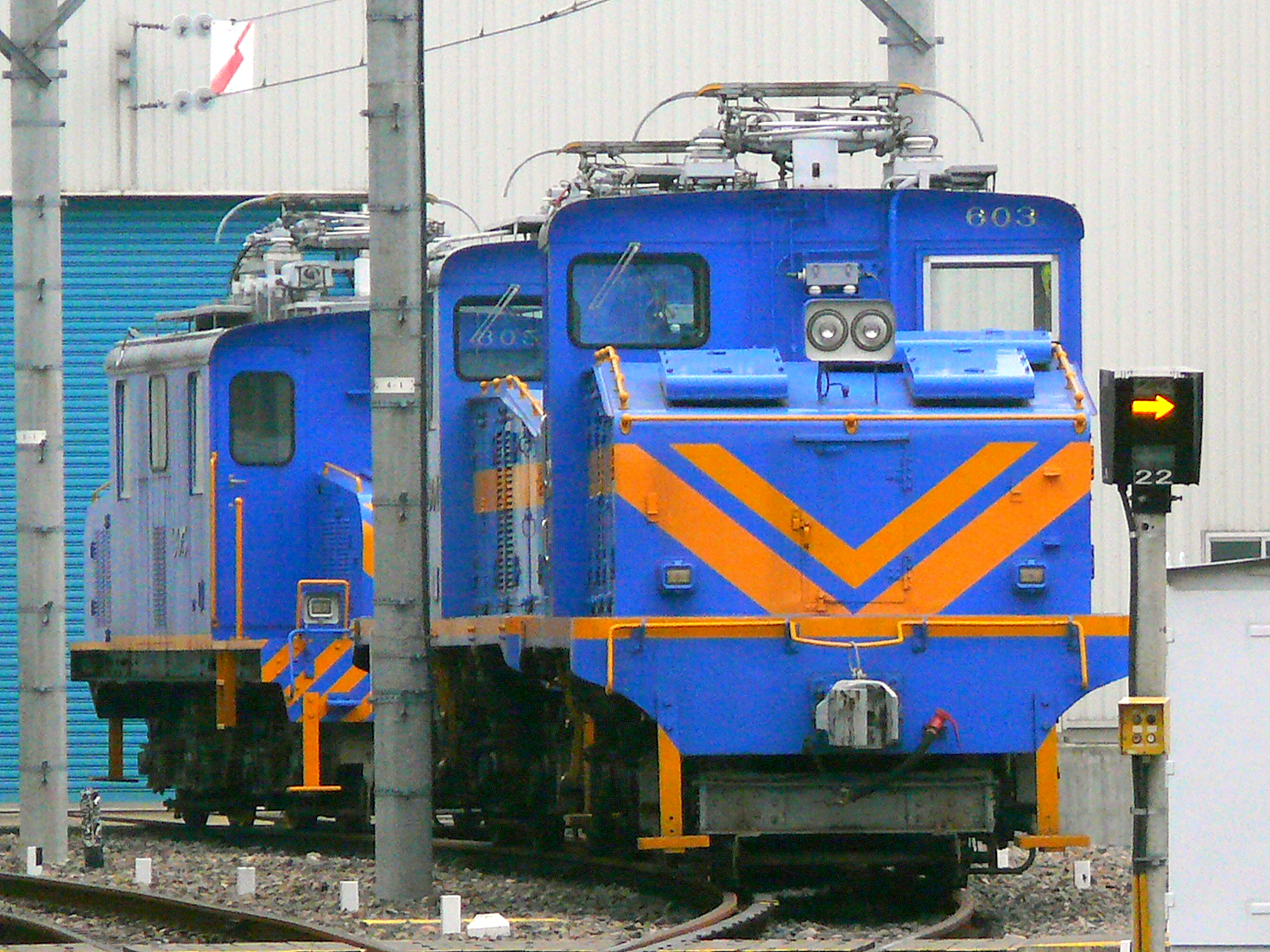
デキ603（2009年撮影）

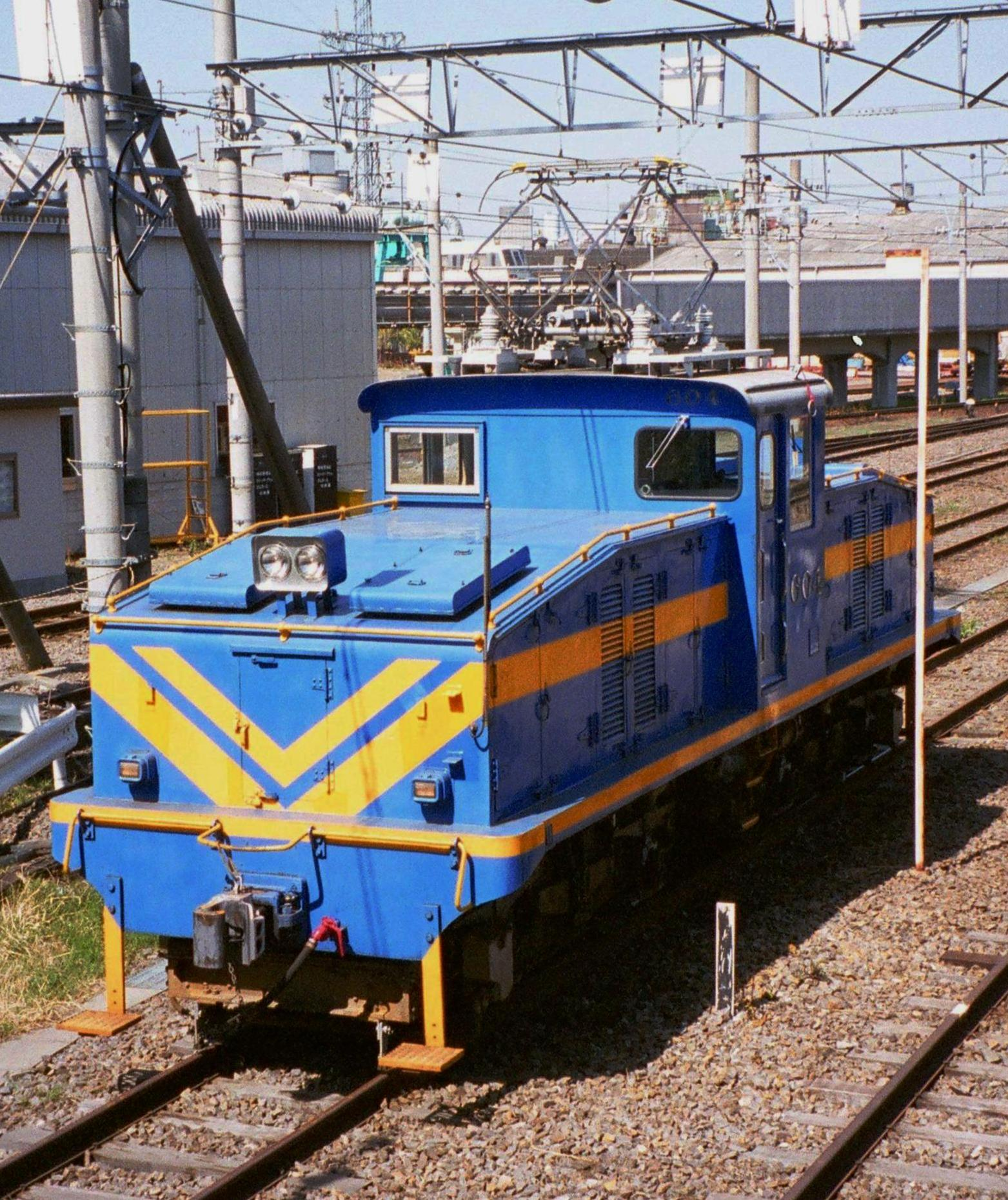
デキ604（2002年撮影）

1943年に東芝が製造した戦時標準設計型、いわゆる「東芝戦時型」の凸型機関車であるが、603と604は中国の海南島の日本窒素海南工業所が発注した電気機関車E401とE402である。名鉄は戦局の悪化で輸送ができず、船止めされていたこれら2両を1945年に譲り受けた。
1943年の新造直後には、電装品のない電車や故障した電車を牽引して旅客輸送にも使用されている。製造当初は、台車に第三軌条用の集電装置がついていたというが、その痕跡は見られない。なお、運転室と台枠部の最大幅は名鉄の車両限界を超えているが、プラットホームより高いため抵触はしない。
貨物輸送の主力として使用されたが、晩年は大江駅構内、新川検車区、犬山検車場に常駐し、入換等に従事していた。
1992年に特別整備を行った際に塗色をそれまでの黒色からメイテツブルーに黄色帯へ変更し、制御装置や電動発電機、尾灯が交換された。ボンネット前端に2燈式シールドビームが取り付けられている。
2015年7月21日、名鉄の電気機関車としては約72年ぶりに新製されたEL120形電気機関車に置き換えるため、余剰となったデキ601-604の全4両が、名電築港駅へ廃車回送され解体処分となった。

## 主要諸元
- 全長：11,050mm
- 全幅：2,865mm
- 全高：4,050mm
- 運転整備重量：40.0t
- 電気方式：直流1,500V（架空電車線方式）
- 軸配置：B-B
- 台車形式：板台枠、イコライザ式
- 主電動機：SE130C形(110kW)×4基 
  - 歯車比：17:79＝1:4.65
  - 1時間定格出力：440kW
  - 1時間定格引張力：6,500kg
  - 1時間定格速度：24.3km/h
- 動力伝達方式：歯車1段減速、吊り掛け式
- 制御方式：抵抗制御、2段組み合わせ制御
- 制御装置：電磁空気単位スイッチ式
- ブレーキ方式：空気ブレーキ、手ブレーキ